# ARPP-19
ARPP-19‏ (CAMP regulated phosphoprotein 19) هوَ بروتين يُشَفر بواسطة جين ARPP-19 في الإنسان.